# Lemat Fatou
Lemat Fatou – lemat noszący nazwisko Pierre’a Fatou, który daje ograniczenie górne na wartość całki Lebesgue’a funkcji określonej jako granica dolna pewnego ciągu nieujemnych funkcji mierzalnych.
Lemat Fatou jest jednym z trzech, obok twierdzeń o zbieżności monotonicznej i ograniczonej (oba autorstwa Henriego Lebesgue’a), podstawowych twierdzeń granicznych analizy i teorii miary. Wykorzystywany jest w niektórych dowodach twierdzenie Lebesgue’a o zbieżności ograniczonej oraz zupełności przestrzeni {\displaystyle L^{p}} oraz w teorii prawdopodobieństwa przy wyznaczaniu wartości oczekiwanych pewnych zmiennych losowych.

## Lemat
Niech {\displaystyle f_{k}\colon X\to [0,+\infty ]} będą funkcjami {\displaystyle \mu }-mierzalnymi określonymi na wspólnej przestrzeni z miarą {\displaystyle (X,\mu )} dla {\displaystyle k=1,\dots .} Wówczas
{\displaystyle \int \liminf _{k\to \infty }f_{k}\operatorname {d} \!\mu \leqslant \liminf _{k\to \infty }\int f_{k}\operatorname {d} \!\mu .}
Uwaga
Jeśli funkcje {\displaystyle f_{k}} są sumowalne (całkowalne) i prawa strona nierówności jest skończona, to sumowalna (całkowalna) jest również funkcja podcałkowa po lewej stronie nierówności.

## Dowód

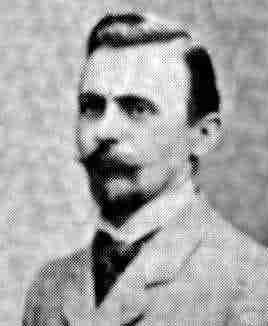
Pierre Fatou (1878-1929)

Niech {\displaystyle g:=\sum _{j=1}^{\infty }a_{j}\chi _{A_{j}}} oznacza nieujemną funkcję prostą mniejszą lub równą {\displaystyle \liminf _{k\to \infty }f_{k}.} Niech ponadto zbiory {\displaystyle \mu }-mierzalne {\displaystyle \{A_{j}\}_{j=1}^{\infty }} będą rozłączne oraz {\displaystyle a_{j}>0} dla {\displaystyle j=1,\dots .}
Niech {\displaystyle 0<t<1} będzie ustalone. Wówczas
{\displaystyle A_{j}=\bigcup _{k=1}^{\infty }B_{j,k},}
gdzie:
{\displaystyle B_{j,k}:=A_{j}\cap \left\{x\in X\colon f_{l}(x)>ta_{j}\ \ {\text{dla wszystkich}}\ \ l\geqslant k\right\}.}
Ponieważ
{\displaystyle A_{j}\supseteq B_{j,k+1}\supseteq B_{j,k}\qquad (k=1,\dots ),}
zatem
{\displaystyle \int f_{k}\operatorname {d} \!\mu \geqslant \sum _{j=1}^{\infty }\int _{A_{j}}f_{k}\operatorname {d} \!\mu \geqslant \sum _{j=1}^{\infty }\int _{B_{j,k}}f_{k}\operatorname {d} \!\mu \geqslant t\sum _{j=1}^{\infty }a_{j}\mu \left(B_{j,k}\right);}
stąd zaś
{\displaystyle \liminf _{k\to \infty }\int f_{k}\operatorname {d} \!\mu \geqslant t\sum _{j=1}^{\infty }a_{j}\mu (A_{j})=t\int g\operatorname {d} \!\mu .}
Nierówność ta obowiązuje dla każdego {\displaystyle 0<t<1,} a każda funkcja prosta {\displaystyle g} jest mniejsza lub równa {\displaystyle \liminf _{k\to \infty }f_{k}.} Dlatego
{\displaystyle \liminf _{k\to \infty }\int f_{k}\operatorname {d} \!\mu \geqslant \int _{*}\liminf _{k\to \infty }f_{k}\operatorname {d} \!\mu =\int \liminf _{k\to \infty }f_{k}\operatorname {d} \!\mu ,}
gdzie {\displaystyle \int _{*}} oznacza całkę dolną.